# De Havilland DH 82A Tiger Moth
De Havilland DH 82A »Tiger Moth« je britansko dvokrilno lovsko letalo druge svetovne vojne.
Ta lovec je bil osnovan leta 1934. Njegova maksimalna hitrost je 108 mph oz. 175 km/h. Največja vzletna masa letala je 803 kg, prazno pa tehta 507 kg. Dolgo je 8,94 m, široko pa 7,29 m.

## Specifikacije (DH 82A)
Podatki iz The Tiger Moth Story; Bransom 1991, p. 261.
Splošne karakteristike
- Posadka: 2
- Dolžina: 23 ft 11 in (7,34 m)
- Razpon kril: 29 ft 4 in (8,94 m)
- Višina: 8 ft 9 in (2,68 m)
- Površina kril: 239 ft² (22,2 m²)
- Teža praznega letala: 1115 lb (506 kg)
- Naložena teža: 1825 lb (828 kg)
- Uporaben tovor: 180 lbs (80 kg)
- Pogon letala: 1 ×  de Havilland Gipsy Major I 4-valjni motor, 130 KM (100 kW)

 Zmogljivost 
- Maks. hitrost: 109 mph na višini 1000 čevljev (97 vozlov, 175 km/h)
- Potovalna hitrost: 67 mph (59 vozlov)
- Doseg: 302 milj (250 nm, 486 km)
- Višina leta: 13600 ft (4145 m)
- Hitrost vzpenjanja: 673 ft/min (205 m/min)

Oborožitev

8x 20 lb bomb